# Tecnología durante la Segunda Guerra Mundial

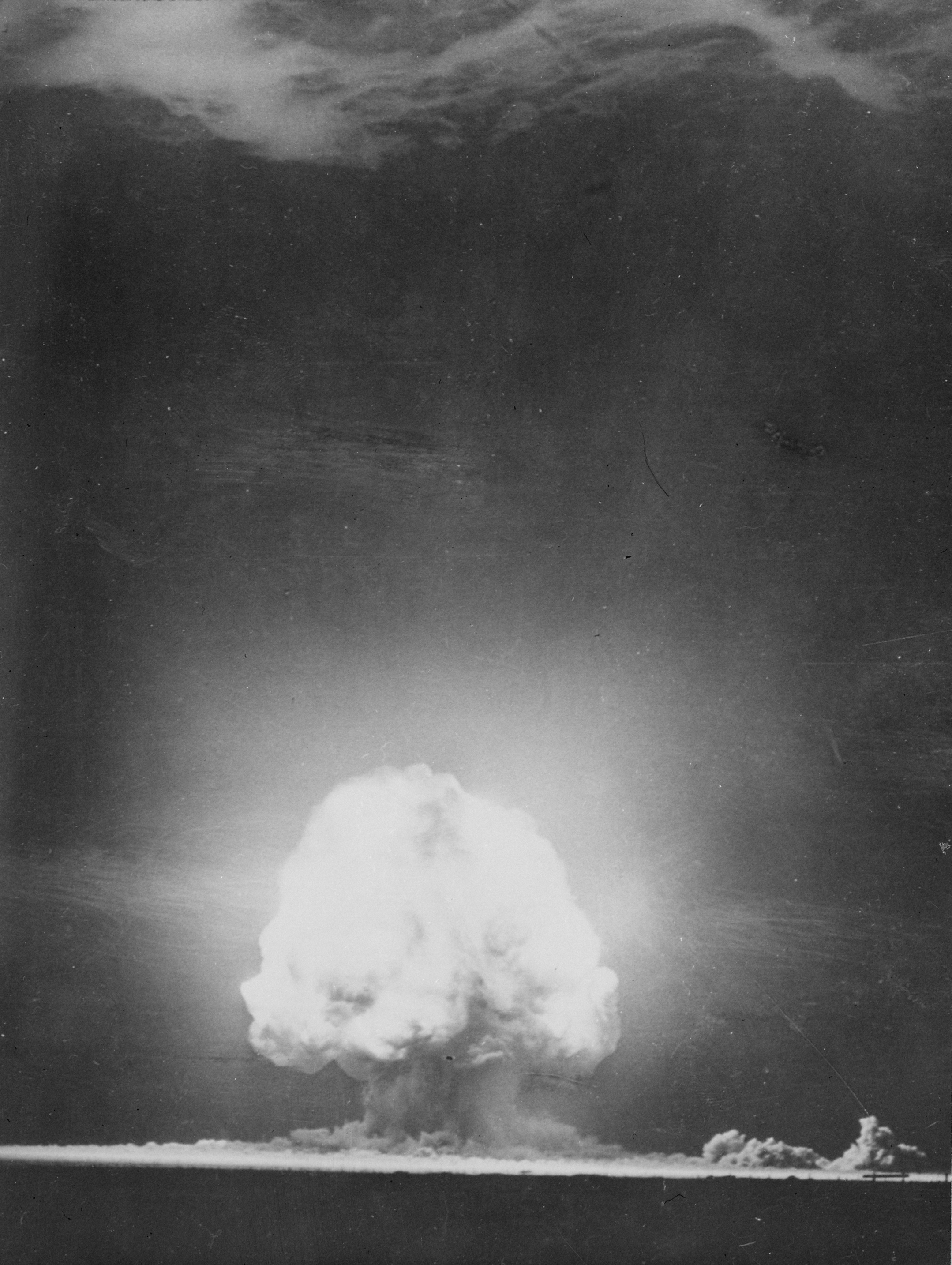
La explosión de Trinity, que tuvo lugar en el Polígono de Misiles de White Sands de Nuevo México el 16 de julio de 1945, dio comienzo a la era atómica.

La tecnología desempeñó un papel crucial en la Segunda Guerra Mundial. Algunas de las tecnologías usadas durante la guerra se desarrollaron en el periodo de entreguerras de los años veinte y treinta. Gran parte de ellas se desarrollaron en respuesta a necesidades y lecciones aprendidas durante la guerra, mientras que otras empezaron a desarrollarse a finales de la guerra. Muchas guerras han tenido efectos importantes en las tecnologías que utilizamos en nuestra vida cotidiana, pero la Segunda Guerra Mundial fue la que más influyó en la tecnología y los dispositivos que se utilizan hoy en día. La tecnología también desempeñó un papel más importante en la conducción de la Segunda Guerra Mundial que en cualquier otra guerra de la historia, y tuvo un papel crítico en su resultado.
Se personalizaron muchos tipos de tecnologías para uso militar, y se produjeron importantes desarrollos en varios ámbitos, como:
- Armamento: buques, vehículos, submarinos, aeronaves, tanques, artillería, armas ligeras; así como armas biológicas, químicas y atómicas.
- Logística: vehículos necesarios para transportar soldados y suministros, como trenes, camiones, tanques, barcos y aviones.
- Comunicaciones e inteligencia: dispositivos utilizados para teledetección, navegación, comunicación, criptografía y espionaje.
- Medicina: innovaciones quirúrgicas, medicinas y técnicas químicas.
- Cohetería: misiles guiados, misiles balísticos de alcance medio y aviones automáticos.

La tecnología de armamento militar experimentó rápidos avances durante la Segunda Guerra Mundial y, a lo largo de seis años, se produjo un desorientador ritmo de cambio en el combate en todos los aspectos, desde la aviación hasta las armas ligeras. Ciertamente, la mayoría de ejércitos entraron en la guerra utilizando tecnologías que habían variado poco desde la Primera Guerra Mundial y, en algunos casos, no habían cambiado desde el siglo XIX. Por ejemplo, la caballería, las trincheras y los acorazados de tiempos de la Primera Guerra Mundial eran normales en 1940, pero, seis años después, los ejércitos del mundo habían desarrollado aviones a reacción, misiles balísticos e incluso armas atómicas en el caso de los Estados Unidos.
La Segunda Guerra Mundial fue la primera guerra en la que las operaciones militares solían ir dirigidas a los esfuerzos de investigación del enemigo. Por ejemplo, en 1943 Niels Bohr fue trasladado al Reino Unido desde la Dinamarca ocupada por los alemanes, se saboteó la producción noruega de agua pesada y se bombardeó Peenemunde. También se llevaron a cabo operaciones militares para obtener información sobre la tecnología del enemigo; por ejemplo, la incursión de Bruneval para el radar alemán y la Operación Most III para el V-2 alemán.

## Periodo de entreguerras
En agosto de 1919, el Tean Year Rule británico declaró que el Gobierno no debía esperar otra guerra en diez años. En consecuencia, realizaron muy poco I+D militar. En cambio, Alemania y la Unión Soviética eran potencias insatisfechas que, por distintas razones, colaboraron en I+D militar. Los soviéticos ofrecieron a la Alemania de Weimar instalaciones en las profundidades de la URSS para construir y probar armas y para realizar instrucción militar, lejos de la mirada de los inspectores del Tratado. A cambio, pidieron acceso a los desarrollos técnicos alemanes y ayuda para crear el Estado Mayor del Ejército Rojo.
El gran fabricante de artillería Krupp no tardó en instalarse en el sur de la URSS, cerca de Rostov del Don. En 1925, se creó cerca de Lipetsk la escuela de pilotos de caza para formar a los primeros pilotos de la futura Luftwaffe. Desde 1926, el Reichswehr utilizaba la escuela de tanques de Kama, en Kazán, y probaba armas químicas en el centro de pruebas de gas de Tomka, en el óblast de Sarátov. A su vez, el Ejército Rojo tuvo acceso a estas instalaciones de entrenamiento, así como a la tecnología y teoría militar de la Alemania de Weimar.
A finales de los años veinte, Alemania ayudó a la industria soviética a modernizarse y a construir instalaciones de producción de tanques en la Planta Bolchevique de Leningrado y la Planta de Locomotoras de Járkov. Esta colaboración se descompuso cuando Hitler llegó al poder en 1933. El fracaso de la Conferencia Internacional de Desarme supuso el comienzo de la carrera armamentística que llevaría a la guerra.
En Francia, las lecciones de la Primera Guerra Mundial se tradujeron en la línea Maginot, pensada para defender la frontera con Alemania. La línea Maginot alcanzó su objetivo político de garantizar que cualquier invasión alemana pasase por Bélgica, asegurándose de que Francia tuviese al Reino Unido como aliado militar. Francia y Rusia tenían más tanques y mucho mejores que Alemania cuando estallaron sus hostilidades en 1940. Como en la Primera Guerra Mundial, los generales franceses esperaban que el blindaje sirviera sobre todo para ayudar a la infantería a penetrar las líneas de trincheras estáticas y asaltar los nidos de ametralladoras. Así pues, distribuyeron el blindaje entre sus divisiones de infantería, ignorando la nueva doctrina alemana de blitzkrieg basada en movimientos rápidos y coordinados mediante ataques blindados concentrados, contra los que la única defensa eficaz eran los cañones antitanque móviles, ya que los viejos fusiles antitanque de infantería eran ineficaces contra los nuevos tanques medios y pesados.
El poder aéreo fue una de las principales preocupaciones de Alemania y del Reino Unido en el periodo de entreguerras. El comercio de motores de aviación continuó, y el Reino Unido vendió cientos de los mejores a empresas alemanas, que los utilizaron en la primera generación de aviones y los mejoraron mucho para utilizarlos en aviones alemanes posteriores. Estos nuevos inventos allanaron el camino a grandes éxitos para los alemanes en la Segunda Guerra Mundial.
Como siempre, Alemania estuvo a la vanguardia del desarrollo de los motores de combustión interna. El laboratorio de Ludwig Prandtl en la Universidad de Gotinga fue el centro mundial de la aerodinámica y la fluidodinámica en general, hasta su dispersión tras la victoria aliada. Esto contribuyó al desarrollo alemán de aviones a reacción y de submarinos con mejores prestaciones subacuáticas. Mientras tanto, la RAF desarrollaba en secreto el radar Chain Home y el sistema Dowding para defenderse de los aviones enemigos.
Otto Hahn (y judíos exiliados en Suecia) descubrió la fisión nuclear inducida en 1939, pero se habían perdido muchos de los científicos necesarios para desarrollar la potencia nuclear debido a las políticas antijudías y antiintelectuales de los nazis.
Los científicos han estado en el meollo de la guerra y sus contribuciones casi siempre han sido decisivas. Como señaló Ian Jacob, secretario militar de guerra de Winston Churchill, acerca de la afluencia de científicos refugiados (incluidos 19 ganadores del Premio Nobel): «Los Aliados ganaron la [Segunda] guerra [Mundial] porque nuestros científicos alemanes eran mejores que sus científicos alemanes».

## Cooperación aliada
Los Aliados de la Segunda Guerra Mundial cooperaron ampliamente en el desarrollo y la fabricación de tecnologías nuevas y existentes para apoyar las operaciones militares y la recopilación de información durante la Segunda Guerra Mundial. Los Aliados cooperaron de varias formas, entre ellas el programa estadounidense de préstamo y arriendo y armas híbridas como el Sherman Firefly, así como el proyecto británico de investigación de armas nucleares Tube Alloys, que fue absorbido por el Proyecto Manhattan dirigido por Estados Unidos. Varias tecnologías inventadas en el Reino Unido resultaron fundamentales para el Ejército y fueron fabricadas en grandes cantidades por los Aliados durante la Segunda Guerra Mundial.
El origen de la cooperación se remonta a una visita en 1940 del presidente del Comité de Investigación Aeronáutica, Henry Tizard, que llegó a un acuerdo para transferir la tecnología militar británica a los Estados Unidos en el caso de que la invasión del Reino Unido que Hitler estaba planeando, la Operación León Marino, fuese un éxito. Tizard encabezó una misión técnica británica, conocida como la misión Tizard, que contenía detalles y ejemplos de avances tecnológicos británicos en ámbitos como el radar, la propulsión a reacción y las primeras investigaciones británicas sobre la bomba atómica. Uno de los dispositivos que llevó la misión a Estados Unidos fue el magnetrón de cavidad resonante, más tarde descrito como «el cargamento más valioso que jamás ha llegado a nuestras costas».

## Vehículos
Los mejores cazas a reacción de finales de la guerra superaban con creces a cualquiera de los mejores aviones de 1939, como el Spitfire Mark I. Los primeros bombarderos de guerra que causaron semejante carnicería habrían sido casi todos derribados en 1945, muchos por fuego antiaéreo dirigido por radar y detonado por espoleta de proximidad, al igual que el «caza invencible» de 1941, el Zero, que en 1944 se había convertido en el «pavo» del «tiro al pavo de las Marianas». Los mejores tanques de finales de la guerra, como el tanque pesado soviético IS-3 o el tanque medio alemán Panther, aventajaban fácilmente a los mejores tanques de 1939, como el Panzer III. En los mares, el acorazado, considerado durante mucho tiempo como el elemento dominante del poderío marítimo, fue desplazado por el mayor alcance y el poder de ataque del portaaviones. La caótica importancia de los desembarcos anfibios estimuló a los Aliados occidentales a desarrollar el barco Higgins, una embarcación principal para el desembarco de tropas; el DUKW, un camión anfibio de seis ruedas motrices, tanques anfibios para permitir los ataques de desembarco en la playa y buques de desembarco de tanques para desembarcar tanques en las playas. El aumento de la organización y la coordinación de los asaltos anfibios, junto con los recursos necesarios para mantenerlos, hizo que la complejidad de la planificación aumentara en órdenes de magnitud, lo que exigió una sistematización formal que dio lugar a lo que se ha convertido en la metodología moderna de administración de proyectos mediante la cual se organizan casi todos los desarrollos modernos de ingeniería, construcción y software.

### Aeronaves
En el teatro europeo de la Segunda Guerra Mundial, el poder aéreo fue crucial durante toda la guerra, en operaciones tanto tácticas como estratégicas (en el campo de batalla y de largo alcance, respectivamente). Los superiores aviones alemanes, ayudados por la introducción en curso de innovaciones de diseño y tecnológicas, permitió a los ejércitos alemanes invadir Europa Occidental con gran rapidez en 1940, a lo que contribuyó la falta de aviones aliados, que, en cualquier caso, se habían quedado rezagados en diseño y desarrollo técnico durante la caída de la inversión en investigación tras la Gran Depresión.
Desde el final de la Primera Guerra Mundial, se descuidó a la Fuerza Aérea francesa, ya que los líderes militares preferían invertir dinero en ejércitos terrestres y fortificaciones estáticas para librar otra guerra al estilo de la Primera Guerra Mundial. Por tanto, para 1940, la Fuerza Aérea francesa solo tenía 1562 aviones y operó junto a 1070 aviones de la RAF frente a 5638 cazas y cazabombarderos de la Luftwaffe. La mayoría de los aeródromos franceses estaban ubicados en el noreste de Francia y fueron invadidos en las primeras fases de la campaña. La Real Fuerza Aérea del Reino Unido poseía algunos cazas muy avanzados, como Spitfires y Hurricanes, pero no servían para atacar a tropas terrestres en un campo de batalla, y los pocos aviones enviados a Francia con la Fuerza Expedicionaria Británica fueron rápidamente destruidos. Por consiguiente, la Luftwaffe pudo alcanzar la superioridad aérea sobre Francia en 1940, lo que brindó a las Fuerzas Armadas alemanes una enorme ventaja en términos de reconocimiento e información.
La aviación alemana consiguió rápidamente la superioridad aérea sobre Francia a principios de 1940, lo que permitió a la Luftwaffe iniciar una campaña de bombardeo estratégico contra las ciudades británicas. Utilizando los aeródromos franceses cercanos al canal de la Mancha, los alemanes pudieron lanzar ataques contra Londres y otras ciudades durante el Blitz, con diversos grados de éxito.
Después de la Primera Guerra Mundial, el concepto de los bombardeos aéreos en masa («The bomber will always get through») ganó popularidad entre los políticos y los líderes militares que buscaban una alternativa a la carnicería de la guerra de trincheras y, en consecuencia, las fuerzas aéreas del Reino Unido, Francia y Alemania desarrollaron flotas de bombarderos para permitirlo (el ala de bombarderos de Francia estaba gravemente descuidada, mientras que los bombarderos alemanes se desarrollaron en secreto, ya que estaban explícitamente prohibidos por el Tratado de Versalles).
La guerra aérea de la Segunda Guerra Mundial comenzó con el bombardeo de Shanghái por la Armada Imperial Japonesa el 28 de enero de 1932 y en agosto de 1937. Los bombardeos durante la guerra civil española (1936–1939) pusieron de manifiesto aún más el poder de los bombardeos estratégicos, por lo que las fuerzas aéreas de Europa y Estados Unidos llegaron a considerar los bombarderos como armas sumamente poderosas que, en teoría, podían bombardear por sí solas a una nación enemiga hasta someterla. El consiguiente temor a los bombarderos desencadenó importantes avances en la tecnología aeronáutica.
La guerra civil española demostró que los bombardeos tácticos en picado usando Stukas eran una forma muy eficaz de destruir concentraciones de tropas enemigas, así que se invirtieron recursos y dinero en el desarrollo de bombarderos más pequeños. Por tanto, la Luftwaffe se vio obligada a atacar Londres en 1940 con bombarderos medios Heinkel y Dornier sobrecargados, e incluso con el inadecuado Junkers Ju 87. Estos bombarderos eran terriblemente lentos; los ingenieros no habían sido capaces de desarrollar motores aeronáuticos de pistones lo suficientemente grandes (los que se producían solían explotar debido a un sobrecalentamiento extremo), así que los bombarderos usados en la batalla de Inglaterra eran demasiado pequeños. Como los bombarderos alemanes no estaban pensados para misiones estratégicas de largo alcance, carecían de defensas suficientes. Los escoltas de cazas Messerschmitt Bf 109 no podían almacenar suficiente combustible para proteger a los bombarderos en los viajes de ida y vuelta, y los Bf 110 de mayor alcance podían ser aventajados por los cazas británicos de corto alcance. Un rasgo extraño de la guerra fue lo mucho que se tardó en concebir el tanque de combustible externo. La defensa aérea estaba bien organizada y dotada de radares eficaces que sobrevivieron a los bombardeos. Como resultado, se derribaron muchos bombarderos alemanes y estos no pudieron infligir daños suficientes en ciudades y objetivos militares-industriales para obligar al Reino Unido a abandonar la guerra en 1940 o para preparar la invasión planeada. La Alemania nazi solo puso en producción un gran bombardero estratégico de largo alcance (el Heinkel He 177 Greif, con muchos retrasos y problemas), mientras que el concepto del Amerika Bomber solo produjo prototipos.
Los bombarderos británicos de largo alcance, como el Short Stirling, habían sido diseñados antes de 1939 para vuelos estratégicos y dotados de un gran armamento, pero su tecnología seguía adoleciendo de numerosos defectos. El Bristol Blenheim, más pequeño y de menor alcance, el bombardero más utilizado por la RAF, estaba defendido por una sola torreta ametralladora de accionamiento hidráulico, y no tardó en demostrarse que era una patética defensa contra escuadrones de cazas alemanes. Los bombarderos estadounidenses como el B-17 Flying Fortress habían sido construidos antes de la guerra como los únicos bombarderos de largo alcance adecuados del mundo, diseñados para patrullar las largas costas estadounidenses. Con seis torretas ametralladoras que les proporcionaban una cobertura de 360°, los B-17 seguían siendo vulnerables sin la protección de los cazas, incluso cuando se utilizaban en grandes formaciones.
Sin embargo, a pesar de las capacidades de los bombarderos aliados, Alemania no fue rápidamente paralizada por el bombardeo estratégico aliado durante la Segunda Guerra Mundial. La precisión era escasa y los aviadores aliados a menudo no podían encontrar sus objetivos por la noche. Las bombas utilizadas por los Aliados eran artefactos tecnológicamente muy avanzados, y la producción en cadena significaba que las bombas de precisión a menudo se fabricaban de forma chapucera y, por tanto, no explotaban. De hecho, la producción industrial alemana no dejó de aumentar. La ofensiva de los bombarderos impidió que el revolucionario submarino Tipo XXI entrara en servicio durante la guerra. Además, los ataques aéreos aliados tuvieron un gran impacto propagandístico en el Gobierno alemán, lo que impulsó a Alemania a iniciar un serio desarrollo de la tecnología de defensa antiaérea en forma de cazas.
La era de los aviones a reacción prácticos comenzó justo antes del comienzo de la guerra con el desarrollo del Heinkel He 178, el primer turborreactor real. A finales de la guerra, los alemanes introdujeron el primer caza a reacción operativo, el Messerschmitt Me 262. Sin embargo, a pesar de su aparente ventaja tecnológica, los aviones a reacción alemanes se solían ver entorpecidos por problemas técnicos, como la corta vida útil de los motores, ya que el Me 262 tenía una vida útil estimada de solo diez horas antes de averiarse. Los aviones a reacción alemanes también se veían abrumados por la superioridad aérea aliada, siendo destruidos con frecuencia en la pista de aterrizaje o cerca de ella. El primer y único caza a reacción aliado operativo de la guerra, el Gloster Meteor británico, combatió contra las bombas volantes V-1 alemanas, pero no se distinguió significativamente de los aviones de pistones de última generación de la guerra.
Las aeronaves experimentaron un rápido y amplio desarrollo durante la guerra para satisfacer las exigencias del combate aéreo y abordar las lecciones aprendidas de la experiencia de combate. Desde el avión de cabina abierta hasta el elegante caza a reacción, se emplearon muchos tipos diferentes, a menudo diseñados para misiones muy específicas. Se utilizaron aviones en la guerra antisubmarina contra los submarinos alemanes, por los alemanes para minar las rutas marítimas y por los japoneses contra acorazados de la Marina Real otrora formidables, como el HMS Prince of Wales (53).
Durante la guerra, los alemanes produjeron varias bombas planeadoras, que fueron las primeras armas «inteligentes»: la bomba volante V-1, que fue el primer misil de crucero, y el cohete V-2, el primer misil balístico. Este último supuso el primer paso hacia la era espacial, ya que su trayectoria atravesaba la estratosfera y era más rápido y volaba más alto que cualquier aeronave. Esto dio lugar más tarde al desarrollo del misil balístico intercontinental (ICBM). Wernher von Braun dirigió el equipo de desarrollo del V-2 y más tarde emigró a los Estados Unidos, donde contribuyó en el desarrollo del cohete Saturno V, que llevó hombres a la luna en 1969.

#### Combustible
Los países del Eje tenían una seria escasez de petróleo del cual producir combustible líquido. Los Aliados producían mucho más petróleo. Alemania, mucho antes de la guerra, desarrolló un proceso para crear combustible sintético a partir del carbón. Las fábricas de síntesis fueron los principales objetivos de la «campaña del petróleo» de la Segunda Guerra Mundial.
Estados Unidos añadió tetraetilo de plomo a su combustible aeronáutico, el cual suministró al Reino Unido y demás aliados. Este aditivo mejorador del octanaje permitía relaciones de compresión más altas, lo que aumentaba la eficiencia, daba más velocidad y autonomía a los aviones aliados y reducía la carga de refrigeración.

### Vehículos terrestres
El Tratado de Versalles impuso severas restricciones a la producción alemana de vehículos con fines militares, así que, durante los años veinte y treinta, los fabricantes armamentísticos alemanes y la Wehrmacht empezaron a desarrollar tanques en secreto. Dado que estos vehículos se producían en secreto, los Aliados europeos no conocieron sus especificaciones técnicas y su potencial en el campo de batalla hasta que no comenzó la guerra.
Los generales franceses y británicos creían que una futura guerra con Alemania se libraría en condiciones muy similares a las de 1914–1918. Ambos invirtieron en vehículos con blindajes gruesos y muy armados diseñados para cruzar terrenos destruidos por los proyectiles y trincheras entre los disparos. Al mismo tiempo, los británicos también desarrollaron los tanques de crucero, más rápidos pero ligeramente blindados, para alcanzar las líneas enemigas.
Solo un puñado de tanques franceses disponía de radios, que a menudo se rompían cuando el tanque se tambaleaba en terreno accidentado. Por el contrario, todos los carros alemanes estaban equipados con radios, lo que les permitía comunicarse entre sí durante las batallas, mientras que los comandantes de tanques franceses rara vez podían contactar con otros vehículos.
Los tanques Matilda Mk. I del Ejército británico también se diseñaron para apoyar a la infantería y estaban protegidos por un grueso blindaje. Esto era conveniente para la guerra de trincheras, pero hacía que los tanques fueran dolorosamente lentos en batallas abiertas. Su armamento ligero no solía ser capaz de infligir daños graves a los vehículos alemanes. Los disparos podían destruir fácilmente las orugas expuestas, y los tanques Matilda tenían tendencia a incinerar a sus tripulaciones si eran alcanzados,[cita requerida] ya que los tanques de gasolina estaban situados en la parte superior del casco. En cambio, el tanque de infantería Matilda II, desplegado en menor número, era prácticamente invulnerable a los disparos alemanes y su cañón era capaz de atravesar los tanques alemanes. Sin embargo, los tanques franceses y británicos estaban en desventaja frente a los asaltos blindados alemanes apoyados por aire, y la falta de apoyo blindado contribuyó en gran medida al rápido colapso aliado en 1940.
La Segunda Guerra Mundial fue la primera guerra a gran escala en la que la mecanización desempeñó un papel importante. La mayoría de naciones no entraron en la guerra preparadas para ello. Incluso las elogiosas fuerzas pánzer alemanas dependían de apoyo no motorizado y unidades flanqueadoras en grandes operaciones. Si bien Alemania reconoció y demostró el valor del uso concentrado de fuerzas mecanizadas, nunca tuvo unidades suficientes para suplantar a las unidades tradicionales. Sin embargo, los británicos también vieron el valor de la mecanización. Para ellos, era una forma de potenciar una reserva de mano de obra limitada. Para Estados Unidos, no era tanto una cuestión de tropas limitadas, sino una firme base industrial que podía permitirse producir este equipo a gran escala.
Los vehículos más visibles fueron los tanques, que formaron las puntas de lanza blindadas de la guerra mecanizada. Su impresionante potencia de fuego y su blindaje los convirtieron en la principal máquina de combate de la guerra terrestre. Sin embargo, el gran número de camiones y vehículos más ligeros que mantenían en movimiento a la infantería, la artillería y otros vehículos también constituían enormes empresas.

### Buques
La guerra naval cambió drásticamente durante la Segunda Guerra Mundial, con el ascenso del portaaviones al principal navío de la flota y el impacto de los submarinos, cada vez más aptos, en el transcurso de la guerra. El desarrollo de nuevos buques durante la guerra fue un tanto limitado debido al prolongado periodo de tiempo necesario para su producción, pero los avances importantes se adaptaron a menudo a buques más antiguos. Los tipos avanzados de submarinos alemanes entraron en servicio demasiado tarde y después de que se hubieran perdido casi todas las tripulaciones experimentadas.
Además de los portaaviones, también se avanzó en los destructores. La Armada Imperial Japonesa introdujo el destructor de clase Fubuki. La clase Fubuki estableció un nuevo estándar no solo para los buques japoneses, sino para los destructores de todo el mundo. En una época en la que los destructores británicos y estadounidenses apenas habían cambiado sus montajes sin torreta, con un solo cañón y armamento ligero, los destructores japoneses eran más grandes, tenían más potencia de fuego y eran más rápidos que cualquier clase de buque similar de las otras flotas. Se dice que los destructores japoneses de la Segunda Guerra Mundial fueron los primeros destructores modernos del mundo.
Los submarinos alemanes se utilizaron principalmente para detener/destruir los recursos procedentes de Estados Unidos y Canadá que llegaban a través del Atlántico. Los submarinos fueron fundamentales tanto en el océano Pacífico como en el Atlántico. Los avances en la tecnología submarina incluían el snorkel. Las defensas japonesas contra los submarinos aliados eran ineficaces. Gran parte de la flota mercante del Imperio del Japón, necesaria para abastecer a sus dispersas fuerzas y llevar suministros como petróleo y alimentos al archipiélago japonés, fue hundida. Entre los buques de guerra hundidos por submarinos se encontraba el mayor portaaviones de la guerra, el Shinano.
La Kriegsmarine introdujo el acorazado de bolsillo para sortear las restricciones impuestas por el Tratado de Versalles. Las innovaciones incluían el uso de motores diésel y cascos soldados, en lugar de remachados.
Los avances más importantes a bordo se produjeron en el ámbito de la guerra antisubmarina. Impulsadas por la desesperada necesidad de mantener abastecido al Reino Unido, las tecnologías para la detección y destrucción de submarinos avanzaron con gran prioridad. Se generalizó el uso del ASDIC (sonar) y también la instalación de radares a bordo y aerotransportados. El desciframiento del código Ultra de los Aliados permitió dirigir los convoyes alrededor de las manadas de submarinos alemanes.

## Armas
Las armas como tales (armas de fuego, morteros, obuses, bombas y demás dispositivos) fueron tan diversas como los beligerantes y los objetivos. Se desarrolló una amplia variedad durante la guerra para satisfacer las necesidades específicas que surgieron, pero muchas de ellas se desarrollaron antes de la Segunda Guerra Mundial. Los torpedos empezaron a utilizar detonadores magnéticos, sistemas de guiado por brújula, programados e incluso acústicos, y una propulsión mejorada. Los sistemas de control de disparo siguieron desarrollándose para los cañones de los buques y empezaron a utilizarse para los torpedos y el fuego antiaéreo. También se desarrollaron los torpedos humanos y el Hedgehog.
- Vehículos blindados: cazacarros, tanques especializados para el arma de ingenieros, como tanques desminadores, tanques lanzallamas y diseños anfibios.
- Aeronaves: bombas planeadoras (las primeras «bombas inteligentes»), como el misil antibuque Fritz X, tenían un control filoguiado o remoto por radio; el primer caza (Messerschmitt Me 262) y bombardero (Arado Ar 234) a reacción del mundo, los primeros helicópteros militares operativos del mundo (Flettner Fl 282), el primer caza propulsado por cohetes del mundo (Messerschmitt Me 163).
- Misiles: la bomba voladora V-1, propulsada por un pulsorreactor, fue el primer misil de crucero del mundo; los cohetes avanzaron muchísimo: artillería de cohetes Katiusha y cohetes aerolanzados.
- Bombas especializadas: bombas de racimo, bombas Blockbuster, bombas de rebote y bombas antibúnker.
- Ojivas especializadas: proyectiles explosivos antitanque (HEAT) y cabezas de choque explosivas (HESH) para uso antiblindados y antifortificaciones.
- Espoleta de proximidad para proyectiles, bombas y cohetes. Esta espoleta está diseñada para detonar un explosivo automáticamente cuando está lo suficientemente cerca del objetivo como para destruirlo, por lo que no es necesario un impacto directo ni calcular la hora/lugar de máxima aproximación. Los torpedos magnéticos y las minas también tenían una especie de espoleta de proximidad.[aclaración requerida]
- Armas guiadas (por radio o cable): los precursores de las municiones guiadas de precisión existieron entre 1942 y 1945 como los diseños alemanes antibuque Fritz X y Henschel Hs 293 que, junto con el Azon estadounidense, eran diseños radioguiados MCLOS utilizados en la Segunda Guerra Mundial.
- Armas autoguiadas: torpedos (búsqueda de sonido, guiados por brújula y de bucle), misil V-1 (guiado por brújula y temporizador) y el artefacto antibuque planeador lanzado desde el aire Bat de la Armada de los EE. UU., que utilizaba búsqueda activa por radar por primera vez en el mundo.
- Dispositivos de apuntado para bombas, torpedos, artillería y ametralladoras, usando «ordenadores» mecánicos, analógicos y (quizás) digitales de propósito especial. La mira Norden mecánica analógica es un ejemplo conocido.
- La primera generación de gases nerviosos se inventó y produjo en Alemania, pero no se llegó a usar como arma.
- Se desarrolló el napalm, pero no llegó a usarse en gran medida hasta la guerra de Corea.
- Explosivos plásticos como Nobel 808, Hexoplast 75, Compositions C y C2.

### Desarrollo de armas ligeras
Surgieron nuevos métodos de producción de armas, como el estampado, el remachado y la soldadura, para fabricar el número de armas necesarias. Los métodos de diseño y producción habían avanzado lo suficiente como para fabricar armas de fiabilidad razonable como el PPSh-41, PPS-42, Sten, Beretta Modelo 38, MP 40, M3 «Grease Gun», Gewehr 43, subfusil Thompson y el fusil M1 Garand. Otras armas comunes de la Segunda Guerra Mundial son el fusil automático Browning (BAR), la carabina M1, la Colt M1911A1, la Tipo 11 japonesa, la ametralladora Tipo 96 y los fusiles de cerrojo Arisaka, todas ellas armas importantes usadas durante la guerra.
La Segunda Guerra Mundial supuso el establecimiento del fiable fusil semiautomático, como el M1 Garand estadounidense, o, más importante aún, de los primeros fusiles de asalto en grandes cantidades, llamados así por los Sturmgewehr alemanes de finales de la guerra. Las primeras versiones que apuntaban a esta idea eran el empleo del fusil automático Browning y el Avtomat Fiódorova de 1916 en una táctica de fuego a pie en la que los hombres avanzaban hacia la posición enemiga regándola con una lluvia de plomo. Los alemanes desarrollaron primero el FG 42 para sus paracaidistas y más tarde el Sturmgewehr 44 (StG 44), el primer fusil de asalto del mundo, que disparaba un cartucho intermedio; el uso del FG 42 de un cartucho de fusil de plena potencia dificultaba su control.
Los desarrollos en la tecnología de ametralladoras culminaron en la Maschinengewehr 42 (MG 42), que fue un diseño avanzado sin parangón en la época. En la posguerra, impulsó el desarrollo en ambos bandos de la Guerra Fría, y algunos ejércitos todavía lo utilizan, como el MG 3 del Bundeswehr alemán o del Ejército español. El Heckler & Koch G3 y muchos otros diseños de Heckler & Koch provienen de su sistema de funcionamiento. Estados Unidos fusionó el funcionamiento del FG 42 con el sistema de cintas de la MG 42 para crear la ametralladora M60, utilizada en la guerra de Vietnam.
Pese a verse opacados por los fusiles de autocarga/automáticos y los subfusiles, los fusiles de cerrojo fueron el pilar de la infantería de muchas naciones durante la Segunda Guerra Mundial. Cuando Estados Unidos entró en la guerra, no había suficientes fusiles M1 Garand para equipar a las fuerzas estadounidenses, lo que obligó a EE. UU. a empezar a producir más fusiles M1903 como medida «supletoria» hasta que se produjeran suficientes cantidades de M1 Garands.
Antes y durante el conflicto, se produjeron muchos modelos nuevos de fusiles de cerrojo como resultado de las lecciones aprendidas de la Primera Guerra Mundial, y se modificaron los diseños de varios fusiles de infantería de cerrojo para acelerar la producción y hacer que los fusiles fueran más compactos y fáciles de manejar. Algunos ejemplos son el Mauser Kar 98k alemán, el Lee-Enfield n.º 4 británico y el M1903A3 Springfield. Durante el transcurso de la Segunda Guerra Mundial, se siguieron modificando los fusiles y las carabinas de cerrojo para responder a las nuevas formas de guerra a las que se estaban enfrentando algunas naciones, como la guerra urbana o la guerra en la selva. Algunos ejemplos son la carabina Mosin-Nagant M1944 soviética, desarrollada por los soviéticos como resultado de las experiencias del Ejército Rojo en la guerra urbana, por ejemplo en la batalla de Stalingrado, y la carabina Lee-Enfield n.º 5 británica, desarrollada para las fuerzas británicas y de la Mancomunidad que luchaban contra los japoneses en el Sudeste Asiático y el Pacífico.
Cuando terminó la Segunda Guerra Mundial en 1945, las armas ligeras que se usaron en el conflicto siguieron entrando en acción en manos de las fuerzas armadas de varias naciones y movimientos guerrilleros durante y después de la época de la Guerra Fría. Naciones como la Unión Soviética y Estados Unidos proporcionaron muchos excedentes de armas ligeras de la época de la Segunda Guerra Mundial a varias naciones y movimientos políticos durante la Guerra Fría como pretexto para proporcionar armas de infantería más modernas.

### Bomba atómica
El descubrimiento de la fisión nuclear por los químicos alemanes Otto Hahn y Fritz Strassmann en 1938, y su explicación teórica por Lise Meitner y Otto Frisch, convirtieron el desarrollo de la bomba atómica en una posibilidad teórica. La posibilidad de que Alemania fuese el primer país en desarrollar una bomba atómica alarmó a los científicos que eran refugiados de la Alemania nazi y otros países fascistas. En el Reino Unido, Frisch y Rudolf Peierls, trabajando bajo la dirección de Mark Oliphant en la Universidad de Birmingham, hicieron un gran avance al investigar la masa crítica del uranio-235 en junio de 1939. Sus cálculos indicaban que estaba en un orden de magnitud de 10 kilogramos, lo suficientemente pequeño para ser transportado por un bombardero de la época. Su memorándum Frisch-Peierls de marzo de 1940 impulsó la creación del Comité MAUD para investigar. Se creó una junta directiva, conocida como Tube Alloys, en el Departamento de Investigación Científica e Industrial bajo Wallace Akers para proseguir con el desarrollo de una bomba atómica.
En julio de 1940, el Reino Unido se ofreció a conceder a Estados Unidos acceso a su investigación científica, y John Cockcroft, de la Misión Tizard, informó a científicos estadounidenses sobre los avances británicos. Descubrió que, aunque ya existía un proyecto de bomba atómica estadounidense, era de menor envergadura que el británico y no estaba tan avanzado. Oliphant voló a los Estados Unidos a finales de agosto de 1941 y habló con Ernest O. Lawrence y otros importantes físicos estadounidenses sobre la viabilidad y el potencial de una bomba atómica.
Entre 1942 y 1946, el proyecto estadounidense estuvo bajo la dirección del general de brigada Leslie R. Groves Jr., del Cuerpo de Ingenieros del Ejército de los Estados Unidos. El componente militar del proyecto se denominó «Distrito Manhattan», ya que su primera sede se encontraba en Manhattan; este nombre sustituyó gradualmente al nombre en clave oficial, Desarrollo de Materiales Sustitutivos, para todo el proyecto. Los proyectos británico y estadounidense se fusionaron con el Acuerdo de Quebec de agosto de 1943, y una misión británica se unió a las sedes del Proyecto Manhattan en Estados Unidos. El Proyecto Manhattan comenzó modestamente, pero creció hasta emplear a casi 130 000 personas en su momento álgido. Debido a la elevada rotación de personal, más de 500 000 personas trabajaron en el proyecto. Se construyeron tres ciudades secretas en Oak Ridge (Tennessee), Richland (Washington) y Los Álamos (Nuevo México). El Proyecto Manhattan costó casi 2 mil millones de dólares (que equivaldrían a unos 27 mil millones de dólares en 2023). Más del 90 % de los costes fueron destinados a la construcción de fábricas y la producción de material fisible, mientras que menos del 10 % se destinó al desarrollo y producción de las armas. Fue el segundo proyecto armamentístico más caro emprendido por Estados Unidos durante la Segunda Guerra Mundial, superado solo por el bombardero Boeing B-29 Superfortress.
El isótopo fisible uranio-235 constituye solo el 0,7 % del uranio natural. Como es químicamente idéntico al isótopo más común, el uranio-238, y tiene casi la misma masa, separar ambos resultó todo un reto. Para el enriquecimiento del uranio se emplearon tres métodos: electromagnético, gaseoso y térmico. Estos trabajos se llevaron a cabo en la Clinton Engineer Works de Oak Ridge (Tennessee). Paralelamente, se intentó producir plutonio, que, según las teorías, también era fisible y podía obtenerse mediante la transmutación nuclear del uranio en un reactor nuclear. La viabilidad de un reactor nuclear se demostró en 1942 en el Laboratorio Metalúrgico del Proyecto Manhattan, en la Universidad de Chicago, con la puesta en marcha del Chicago Pile-1. En la Clinton Engineer Works se construyó un reactor piloto, el reactor de grafito X-10, y en la Hanford Engineer Works del estado de Washington se construyeron tres reactores de producción.
El Proyecto Y de Los Álamos, bajo la dirección de Robert Oppenheimer, se encargó del diseño del arma. El Proyecto Manhattan buscaba desarrollar de dos tipos de bombas atómicas simultáneamente: un arma de fisión de tipo cañón relativamente sencilla, conocida como Thin Man, y un arma nuclear de tipo implosión más compleja, conocida como Fat Man. El diseño de tipo cañón resultó poco práctico para utilizarse con plutonio, por lo que los esfuerzos se concentraron en el diseño de implosión. Se desarrolló entonces un tipo cañón más sencillo, llamado Little Boy, que utilizaba uranio altamente enriquecido. Las bombas atómicas se utilizaron contra Japón en agosto de 1945.
El proyecto de armamento nuclear alemán fracasó por una serie de razones, especialmente una falta de recursos, tiempo e interés oficial en un proyecto que muy probablemente no produjese resultados antes del fin de la guerra. El físico nuclear más destacado de Alemania era Werner Heisenberg. Otras figuras clave del proyecto alemán eran Manfred von Ardenne, Walther Bothe, Kurt Diebner y Otto Hahn. El programa de armamento nuclear japonés también se desplomó debido a una falta de recursos, pese a haber captado el interés del Gobierno.

## Electrónica, comunicaciones e inteligencia

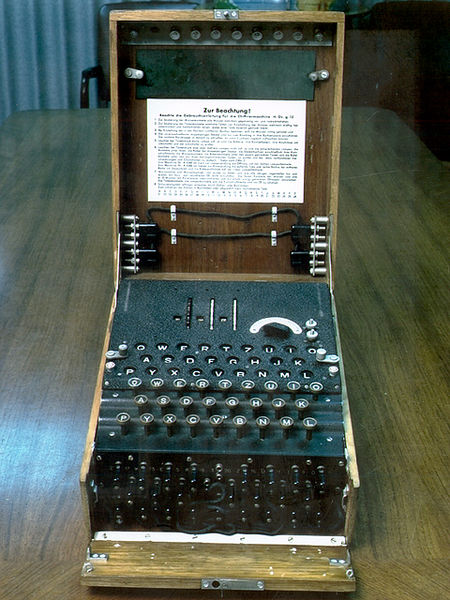
Máquina de cifrado Enigma alemana

La electrónica adquirió importancia rápidamente. La guerra relámpago fue muy eficaz al principio de la guerra, ya que todos los tanques alemanes tenían radio. Las fuerzas enemigas aprendieron rápidamente de sus derrotas, desecharon sus tácticas obsoletas e instalaron radios.
Los Centros de Información de Combate en buques y aviones establecieron la computación en red, más tarde esencial para la vida civil. Mientras que antes de la guerra pocos dispositivos electrónicos se consideraban importantes para la guerra, a mediados de la misma instrumentos como el radar y el ASDIC (sonar) eran inestimables. Alemania comenzó la guerra con ventaja en algunos aspectos del radar, pero perdió terreno frente a la investigación y el desarrollo del magnetrón de cavidad en el Reino Unido y los trabajos posteriores del «Laboratorio de Radiación» del Instituto de Tecnología de Massachusetts. La mitad de los físicos teóricos alemanes eran judíos y habían emigrado o habían caído a manos de Alemania mucho antes del comienzo de la Segunda Guerra Mundial.
Los equipos diseñados para las comunicaciones y la interceptación de estas se volvieron esenciales. La criptografía en la Segunda Guerra Mundial se convirtió en una aplicación importante, y las nuevas máquinas de cifrado desarrolladas, en su mayoría máquinas de rotores, se generalizaron. A finales de 1940, los alemanes habían descifrado la mayoría de los cifrados militares estadounidenses y todos los británicos, excepto el Typex basado en Enigma.
Por su parte, los alemanes confiaron en gran medida en sus propias variantes de la máquina de cifrado Enigma para encriptar comunicaciones operativas y en el código Lorenz para mensajes estratégicos. Los británicos desarrollaron un nuevo método para descifrar Enigma beneficiándose de la información facilitada al Reino Unido por el Buró de Cifrado polaco, que había estado descifrando las primeras versiones de Enigma antes de la guerra. Más tarde, también llevaron a cabo el criptoanálisis del código Lorenz. El meticuloso trabajo de los descifradores de códigos de Bletchley Park desempeñó un papel crucial en la derrota final de Alemania.
Las operaciones de inteligencia de radio alemanas durante la Segunda Guerra Mundial fueron extensas. La parte de interceptación de la inteligencia de señales fue en su mayor parte un éxito, pero el éxito en el criptoanálisis dependía en gran medida de la falta de disciplina en las operaciones de radio enemigas.
Los estadounidenses también usaron computadoras electrónicas para realizar ecuaciones, calcular balística y más. La máquina Electronic Numerical Integrator and Computer (ENIAC) fue la primera computadora de propósito general, construida en 1945. Antes, las calculadoras humanas pasaban horas resolviendo estas ecuaciones. Sin embargo, no había suficientes matemáticos para gestionar las numerosas ecuaciones balísticas que había que resolver. La consiguiente arquitectura de Von Neumann se convirtió más tarde en la base de las computadoras de propósito general.

## Cohetería
Los cohetes fueron muy usados en la Segunda Guerra Mundial. Se produjeron muchas invenciones y avances distintos en el ámbito de la cohetería, como los siguientes.
El V-1, conocido por los Aliados como la «bomba zumbadora», fue una aeronave automática que hoy en día se consideraría un «misil de crucero». El V-1 fue desarrollado en el Centro de Investigación Militar de Peenemünde por la Luftwaffe de la Alemania nazi durante la Segunda Guerra Mundial. Durante el desarrollo inicial, recibió el nombre en clave de Kirschkern («hueso de cereza»). La primera de la llamada serie Vergeltungswaffen de armas diseñadas para bombardear Londres, el V-1 se lanzaba desde instalaciones de lanzamiento ubicadas a lo largo de las costas francesa (Paso de Calais) y neerlandesa. El primer V-1 se lanzó contra Londres el 13 de junio de 1944, una semana después de (y motivado por) los desembarcos aliados en Europa. En su punto álgido, se lanzaban más de cien V-1 al día al sureste de Inglaterra, 9521 en total, que fueron reduciendo en número a medida que los puntos de lanzamiento eran invadidos, hasta octubre de 1944, cuando el último emplazamiento de V-1 al alcance de Gran Bretaña fue invadido por las fuerzas aliadas. Después de esto, los V-1 se dirigieron contra el puerto de Amberes y otros objetivos en Bélgica, con 2448 V-1 lanzados. Los ataques cesaron cuando el último punto de lanzamiento fue invadido el 29 de marzo de 1945.
El V-2 (en alemán: Vergeltungswaffe 2, lit. 'arma de represalia 2'), cuyo nombre técnico era Aggregat-4 (A-4), fue el primer misil balístico guiado de largo alcance del mundo. El misil con propulsor de combustible líquido fue desarrollado durante la Segunda Guerra Mundial en Alemania como «arma de represalia», diseñada para atacar ciudades aliadas como represalia por los bombardeos aliados de las ciudades alemanas. El cohete V-2 también fue el primer objeto artificial en cruzar el límite del espacio.
Estos dos avances en cohetería se cobraron la vida de muchos civiles de Londres durante 1944 y 1945.

## Medicina
La penicilina se desarrolló, produjo en cadena y usó durante la guerra. El uso generalizado de mepacrina (Atabrine) para prevenir la malaria, la sulfanilamida, el plasma y la morfina también fueron avances médicos clave durante la guerra. También se produjeron avances en el tratamiento de quemaduras, como el uso de injertos de piel, la inmunización en masa contra el tétanos y mejoras en las máscaras antigás durante la guerra. El uso de placas de metal para ayudar a curar las roturas comenzó durante la guerra.

## Leer más
- Ford, Brian J. (1969). German Secret Weapons: Blueprint for Mars (Ballantine's Illustrated History of World War II / the Violent Century: Weapons Book #5)
- Ford, Brian J. (1970). Allied Secret Weapons: The War of Science (Ballantine's Illustrated History of World War II / the Violent Century: Weapons Book #19)